# Toixó d'Everett
El toixó d'Everett (Melogale everetti) és un carnívor de la família dels mustèlids que només viu al Mont Kinabalu, al nord de Borneo. Es troba a altituds d'entre 1.000 i 3.000 metres. Mesura uns 33-43 cm de llarg i pesa aproximadament 1-3 kg. Quant a la reproducció, neixen 1-5 cries després d'un període de gestació de 57-80 dies.